# Žabare (miasto Kruševac)
Žabare (cyr. Жабаре) – wieś w Serbii, w okręgu rasińskim, w mieście Kruševac. W 2011 roku liczyła 287 mieszkańców.